# Mia i jo: La llegenda de Centòpia
Mia i jo: La llegenda de Centòpia (originalment en anglès, Mia and Me: The Hero Of Centopia) és una pel·lícula d'animació del 2022, dirigida per Adam Gunn i Matthias Temmermans. La comèdia d'aventures està produïda entre Alemanya, Austràlia, Bèlgica i l'Índia. Es va presentar al Marché du Film del Festival de Canes. Gravada originalment en anglès, la versió doblada al català es va estrenar el 22 de juliol de 2022 als cinemes.

## Sinopsi
Una antiga profecia s'entrellaça al voltant de la joia màgica del braçalet de la Mia. Aquest fet orta a la Mia en un viatge aventurer a les illes més remotes de Centòpia. Allà, la Mia no només s'enfronta a un poderós enemic, sinó que també pren el seu destí per les pròpies mans.